# Nationale Straßen-Radsportmeister 2008
| Nation                       | Straßenrennen – Männer        | Einzelzeitfahren – Männer | Straßenrennen – Frauen        | Einzelzeitfahren – Frauen     |
| ---------------------------- | ----------------------------- | ------------------------- | ----------------------------- | ----------------------------- |
| Albanien                     | Palion Zarka                  | Palion Zarka              | nicht ausgetragen             | nicht ausgetragen             |
| Algerien                     | Redouane Chabaane             | Azzedine Lagab            | nicht ausgetragen             | nicht ausgetragen             |
| Andorra                      | nicht ausgetragen             | David Albós               | nicht ausgetragen             | Sophie Dusautoir              |
| Angola                       | Bruno André                   | Leonardo Zietoso          | nicht ausgetragen             | nicht ausgetragen             |
| Antigua und Barbuda          | Jyme Bridges                  | nicht ausgetragen         | nicht ausgetragen             | nicht ausgetragen             |
| Argentinien                  | Gerardo Fernández             | Matías Médici             | Diana Almada                  | Valeria Müller                |
| Australien                   | Matthew Lloyd                 | Adam Hansen               | Oenone Wood                   | Bridie O’Donnell              |
| Bahamas                      | Tracey Sweeting               | Mark Holowesko            | nicht ausgetragen             | nicht ausgetragen             |
| Barbados                     | Simon Clarke                  | nicht ausgetragen         | nicht ausgetragen             | nicht ausgetragen             |
| Belgien                      | Jürgen Roelandts              | Stijn Devolder            | Ilse Geldhof                  | An van Rie                    |
| Belize                       | Gregory Lovell                | nicht ausgetragen         | Shalini Zabaneth              | nicht ausgetragen             |
| Bermuda                      | Geri Mewett                   | Wayne Scott               | nicht ausgetragen             | nicht ausgetragen             |
| Bolivien                     | Horacio Gallardo              | Óscar Soliz               | Ana María Ventura             | nicht ausgetragen             |
| Brasilien                    | Valcemar Silva                | Cleberson Weber           | Clemilda Fernandes Silva      | Camila Rodrigues              |
| Bulgarien                    | Georgi Georgiew               | Iwajlo Gabrowski          | nicht ausgetragen             | nicht ausgetragen             |
| Burkina Faso                 | Abdoul Wahab Sawadogo         | nicht ausgetragen         | nicht ausgetragen             | nicht ausgetragen             |
| Chile                        | Gonzalo Miranda               | Robinson Núñez            | Paola Muñoz                   | nicht ausgetragen             |
| Volksrepublik China          | Liu Yilin                     | nicht ausgetragen         | nicht ausgetragen             | nicht ausgetragen             |
| Costa Rica                   | Alexander Sánchez             | Henry Raabe               | Marcela Castillo              | Roxana Alvarado               |
| Dänemark                     | Nicki Sørensen                | Lars Bak                  | Linda Villumsen               | Linda Villumsen               |
| Deutschland                  | Fabian Wegmann                | Bert Grabsch              | Luise Keller                  | Hanka Kupfernagel             |
| Dominikanische Republik      | Wendy Cruz                    | nicht ausgetragen         | Juana Fernández               | nicht ausgetragen             |
| El Salvador                  | Alberto Guevara               | Paolo Ferraro             | Roxana Ortíz                  | Roxana Ortíz                  |
| Elfenbeinküste               | Bachirou Kanté                | Inoussa Guébré            | nicht ausgetragen             | nicht ausgetragen             |
| Eritrea                      | Daniel Teklehaimanot          | nicht ausgetragen         | nicht ausgetragen             | nicht ausgetragen             |
| Estland                      | Jaan Kirsipuu                 | Tanel Kangert             | Grete Treier                  | Grete Treier                  |
| Finnland                     | Jussi Veikkanen               | Matti Helminen            | Mirella Harju                 | Anne Rautio                   |
| Frankreich                   | Nicolas Vogondy               | Sylvain Chavanel          | Jeannie Longo-Ciprelli        | Jeannie Longo-Ciprelli        |
| Ghana                        | Emmanuel Amoako               | nicht ausgetragen         | nicht ausgetragen             | nicht ausgetragen             |
| Griechenland                 | Nikolaos Kaloudakis           | Iosif Dalezios            | Anastasia Pastourmatzi        | Elissavet Chantzi             |
| Großbritannien               | Robert Hayles                 | Michael Hutchinson        | Nicole Cooke                  | Sharon Laws                   |
| Guatemala                    | José Migdael Zeceña           | nicht ausgetragen         | nicht ausgetragen             | nicht ausgetragen             |
| Guyana                       | John Charles                  | nicht ausgetragen         | nicht ausgetragen             | nicht ausgetragen             |
| Indien                       | nicht ausgetragen             | Harpreet Singh            | nicht ausgetragen             | Neelamma Malagawad            |
| Indonesien                   | Parno Parno                   | nicht ausgetragen         | Santia Tri Kusuma             | nicht ausgetragen             |
| Irland                       | Daniel Martin                 | Paul Healion              | Siobhán Dervan                | Olivia Dillon                 |
| Island                       | Hafsteinn Ægir Geirsson       | Hafsteinn Ægir Geirsson   | Bryndís Þorsteinsdóttir       | Karen Axelsdóttir             |
| Israel                       | Hortig Nati                   | Maxim Burluzky            | Leah Goldstein                | Leah Goldstein                |
| Italien                      | Filippo Simeoni               | Marco Pinotti             | Fabiana Luperini              | Tatiana Guderzo               |
| Jamaika                      | nicht ausgetragen             | nicht ausgetragen         | Iona Wynter-Parks             | nicht ausgetragen             |
| Japan                        | Hidenori Nodera               | nicht ausgetragen         | Miho Oki                      | nicht ausgetragen             |
| Kanada                       | Christian Meier               | Svein Tuft                | Alex Wrubleski                | Anne Samplonius               |
| Kasachstan                   | Assan Basajew                 | Andrei Misurow            | Sulfija Sabirowa              | Sulfija Sabirowa              |
| Kirgisistan                  | Eugen Wacker                  | Eugen Wacker              | nicht ausgetragen             | nicht ausgetragen             |
| Kolumbien                    | Darwin Atapuma                | Israel Ochoa              | Ana Paola Madriñan            | Ana Paola Madriñan            |
| Kroatien                     | Tomislav Dančulović           | Matija Kvasina            | Viena Balen                   | Viena Balen                   |
| Kuba                         | Jan Carlos Arias              | Pedro Portuondo           | Yumari González               | Dalila Rodríguez              |
| Lesotho                      | Poloko Makara                 | Poloko Makara             | nicht ausgetragen             | nicht ausgetragen             |
| Lettland                     | Normunds Lasis                | Raivis Belohvoščiks       | nicht ausgetragen             | nicht ausgetragen             |
| Liechtenstein                | Dimitri Jiriakov              | Dimitri Jiriakov          | nicht ausgetragen             | nicht ausgetragen             |
| Litauen                      | Tomas Vaitkus                 | Ignatas Konovalovas       | Modesta Vžesniauskaitė        | Daiva Tušlaitė                |
| Luxemburg                    | Fränk Schleck                 | Kim Kirchen               | Nathalie Lamborelle           | Christine Majerus             |
| Madagaskar                   | Fiandraza Bayard              | David Solofoson           | nicht ausgetragen             | nicht ausgetragen             |
| Malaysia                     | Mohammed Fauzan Ahmad Lutfi   | nicht ausgetragen         | Noor Azian Alias              | nicht ausgetragen             |
| Malta                        | Etienne Bonello               | Etienne Bonello           | Danica Spiteri                | Danica Spiteri                |
| Marokko                      | Adil Jelloul                  | nicht ausgetragen         | nicht ausgetragen             | nicht ausgetragen             |
| Mauritius                    | Hugo Caëtane                  | Yannick Lincoln           | nicht ausgetragen             | nicht ausgetragen             |
| Mexiko                       | Luis Macías                   | José Manuel Garcia        | Giuseppina Grassi             | Giuseppina Grassi             |
| Moldau                       | Aleksandr Pliuşkin            | Sergiu Cioban             | nicht ausgetragen             | nicht ausgetragen             |
| Mongolei                     | Chajanchjarwaagiin Uuganbajar | Tuulchangain Tögöldör     | Dschamsrangiin Öldsii-Solongo | Dschamsrangiin Öldsii-Solongo |
| Namibia                      | Dan Craven                    | Jacques Celliers          | Cordula Moller                | nicht ausgetragen             |
| Neuseeland                   | Julian Dean                   | Logan Hutchings           | Melissa Holt                  | Melissa Holt                  |
| Nicaragua                    | Fernando Tejada               | nicht ausgetragen         | nicht ausgetragen             | nicht ausgetragen             |
| Niederlande                  | Lars Boom                     | Lars Boom                 | Marianne Vos                  | Mirjam Melchers-van Poppel    |
| Niederländische Antillen     | Jerry Otten                   | Jerry Otten               | Gerda Fokker                  | Gerda Fokker                  |
| Nordkorea                    | Kim Chol-ryong                | Kim Chol-ryong            | Pak Pong-sim                  | Pak Pong-sim                  |
| Norwegen                     | Kurt Asle Arvesen             | Edvald Boasson Hagen      | Anita Valen de Vries          | Anita Valen de Vries          |
| Österreich                   | Christian Pfannberger         | Stefan Denifl             | Monika Schachl                | Christiane Soeder             |
| Panama                       | Jonathon Torres               | nicht ausgetragen         | nicht ausgetragen             | nicht ausgetragen             |
| Paraguay                     | Raúl Fernández                | Raúl Fernández            | Myrsa Grance                  | Myrsa Grance                  |
| Peru                         | Hugo Mochica                  | Hugo Mochica              | Daysi Sulca                   | Daysi Sulca                   |
| Polen                        | Marcin Sapa                   | Łukasz Bodnar             | Paulina Brzeźna               | Bogumiła Matusiak             |
| Portugal                     | João Cabreira                 | Sérgio Paulinho           | Esther Alves                  | Isabel Caetano                |
| Rumänien                     | Alexandru Ciocan              | George Adrian Manu        | Enikő Nagy                    | Enikő Nagy                    |
| Russland                     | Sergei Iwanow                 | Wladimir Gussew           | Julija Martissowa             | Jelena Tschalych              |
| Schweden                     | Jonas Ljungblad               | Fredrik Ericsson          | Emilia Fahlin                 | Emma Johansson                |
| Schweiz                      | Markus Zberg                  | Fabian Cancellara         | Jennifer Hohl                 | Karin Thürig                  |
| Serbien                      | Predrag Prokić                | Esad Hasanović            | Dragana Kovačević             | Vanessa Durman                |
| Seychellen                   | Francis Louis                 | Andy Rose                 | nicht ausgetragen             | nicht ausgetragen             |
| Slowakei                     | Matej Jurčo                   | Matej Jurčo               | Eva Potočná                   | Katarína Uhlariková           |
| Slowenien                    | Borut Božič                   | Gregor Gazvoda            | nicht ausgetragen             | nicht ausgetragen             |
| Spanien                      | Alejandro Valverde            | Luis León Sánchez         | Itxaso Leunda                 | nicht ausgetragen             |
| St. Lucia                    | Kurt Maraj                    | nicht ausgetragen         | nicht ausgetragen             | nicht ausgetragen             |
| Südafrika                    | Ian McLeod                    | James Perry               | Cherise Taylor                | Marissa van der Merwe         |
| Südkorea                     | Park Sung-baek                | Youm Jung-hwan            | nicht ausgetragen             | nicht ausgetragen             |
| Suriname                     | Ruiz Ceder                    | Ruiz Ceder                | Judy Etjeh                    | Jo-Ann Veldhuizen             |
| Trinidad und Tobago          | Colin Wilson                  | Colin Wilson              | Aurelia Constantine           | Aurelia Constantine           |
| Tschechien                   | Petr Benčík                   | František Raboň           | Martina Růžičková             | Jarmila Machačová             |
| Tunesien                     | Hassen Ben Nasser             | Ayman Ben Hassine         | nicht ausgetragen             | nicht ausgetragen             |
| Ukraine                      | Ruslan Pidhornyj              | Andrij Hrywko             | Tatjana Stjajkina             | nicht ausgetragen             |
| Ungarn                       | Zoltán Madaras                | László Bodrogi            | Anita Kenyó                   | Mónika Király                 |
| Usbekistan                   | Sergey Lagutin                | Wladimir Tuitschijew      | nicht ausgetragen             | nicht ausgetragen             |
| Venezuela                    | Noel Vásquez                  | Tomás Gil                 | Danielys García               | Danielys García               |
| Vereinigte Arabische Emirate | Khalid Ali Shambih            | Hammad Badr               | nicht ausgetragen             | nicht ausgetragen             |
| Vereinigte Staaten           | Tyler Hamilton                | David Zabriskie           | Brooke Miller                 | Alison Powers                 |
| Vietnam                      | Mai Công Hiếu                 | Mai Công Hiếu             | nicht ausgetragen             | Doan Thi Cam Mien             |
| Belarus                      | Jauheni Hutarowitsch          | Andrej Kunizki            | Tatjana Scharakowa            | Tatjana Scharakowa            |
| Zypern                       | Nikos Dimitriou               | Andreas Nikolaou          | nicht ausgetragen             | nicht ausgetragen             |